# Křesťanské symboly

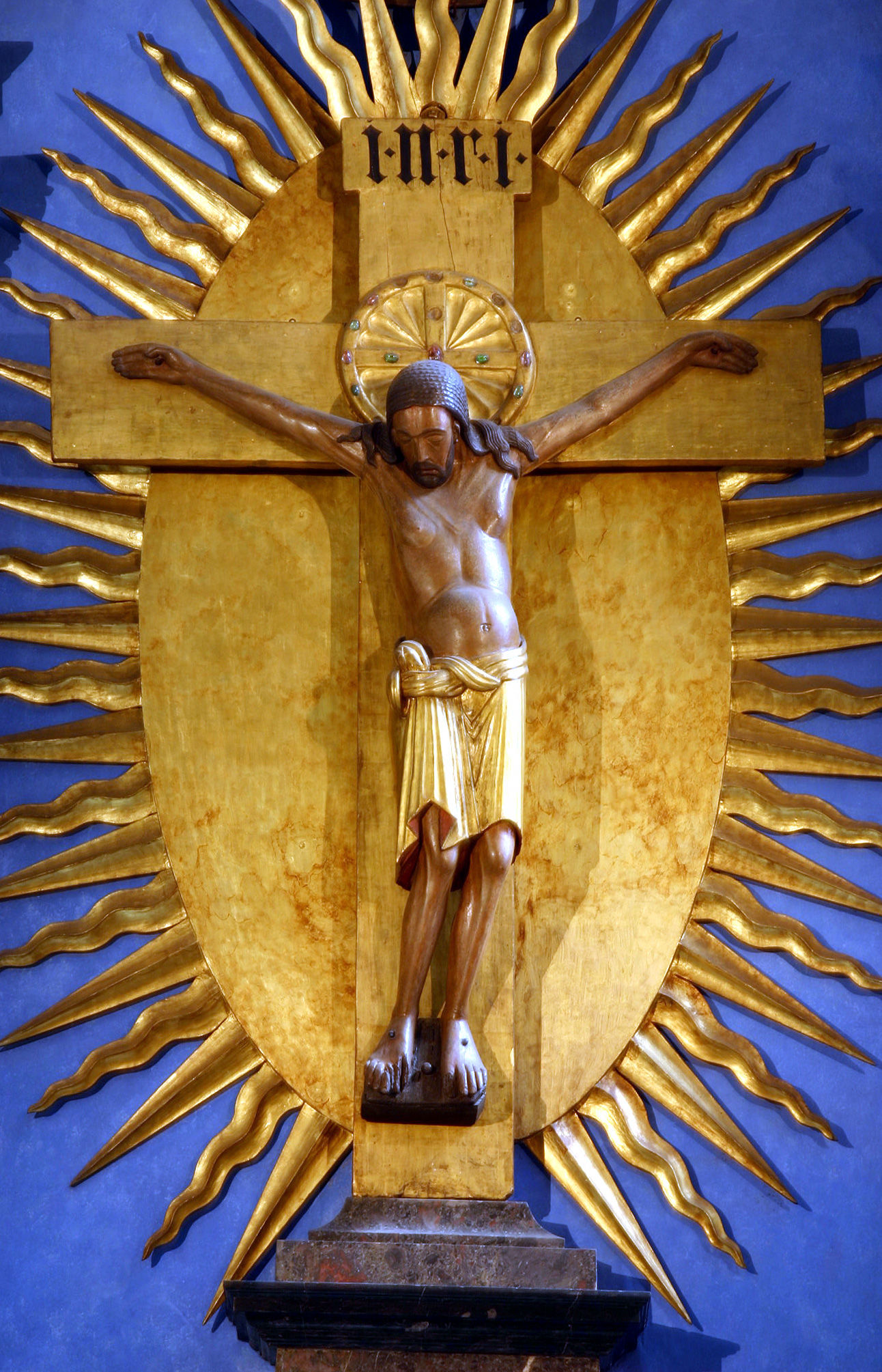
Okázale zdobený krucifix

Křesťanství si během své historie vytvořilo celou řadu symbolů, z nichž některé jsou obecně přijímány prakticky v celém křesťanstvu, další jsou používány pouze buďto jen určitými náboženskými skupinami, nebo mají v různých křesťanských skupinách různé významy. Řada těchto symbolů (zejména ve formě šperků) však byla postupem času převzata sekularizovanou společností buďto bez původního významu, nebo s trochu pozměněným významem (např. kříž je bezvěrci běžně nošen jako šperk bez jakéhokoliv náboženského obsahu – na druhé straně věřící křesťané jej mohou nosit jako důležitý znak své víry, což může vést k nedorozuměním a nebo závažným praktickým problémům – viz například spory o nošení náboženských symbolů ve Velké Británii).

## Písmena a číslice
- AΩ – alfa a omega, počátek a konec, symbol Krista
- JHS – symbol Krista (z řecké zkratky jména)
- IHS, IHC – varianty JHS
- INRI – Iesus Nazarenus Rex Iudaeorum, Ježíš Nazaretský, král židovský
- XP (chíró), Kristův monogram – původně hlavní vojenská standarta římské armády (labarum) zavedená za vlády císaře Konstantina, ze které se později vyvinul jeden z Kristových monogramů
- číslo 3 – označuje Svatou Trojici.
- 666 (případně 616 ad.), zvané číslo šelmy – je název konceptu, který je zmiňován v knize Zjevení svatého Jana Nového zákona, podle něhož je určité konkrétní číslo charakteristickým označením Antikrista.

## Objekty
- Kříž – kříž je nejznámějším symbolem křesťanství. Jeho původ lze spatřovat ve způsobu Kristova umučení. Z jednoduchého kříže byla odvozena řada jeho specifických podob, z nichž některé jsou používány pouze ve specifickém významu v rámci určitých skupin (např. krucifix, papežský kříž etc.), některé našly použití i mimo křesťanství (např. červený kříž či kříž svatého Petra). V sekularizované západní společnosti je kříž často nošen jako běžný šperk bez náboženského významu i těmi, kteří nejsou věřící.

Různé podoby křesťanského kříže
Latinský
Řecký
Monogramský (staurogram)
Kalvarijní
Ruský pravoslavný
Koptský
Koptský (crux ansata)
Jeruzalémský
Arménský
Etiopský
Keltský (irský)
Anuradhapurský
Svatopetrský
Ondřejský
Kříž tau (antonínský, adventní, sv. Antonína)
Lotrinský (patriarší, arcibiskupský)
Antiochijský
Mariánský
Tlapatý (templářský)
Maltézský

- Karlův most, Praha Krucifix
- Koruna

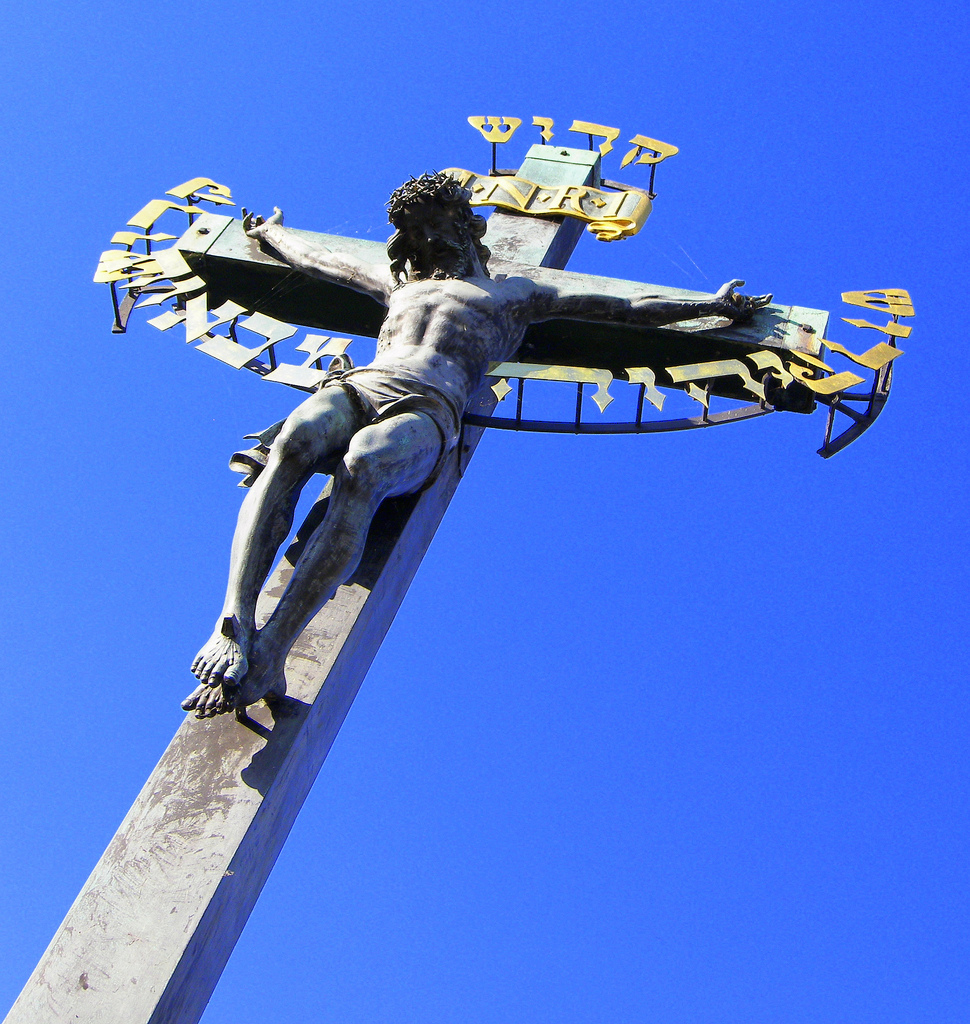
Karlův most, Praha

- Loď – symbol znázorňující církev jako místo pokoje[1]
- Kotva – poměrně častý symbolem byla kotva s křížem (kotva je symbolem naděje)

Křesťanská vlajka

- Prsten – snubní prsten – symbol obecně rozšířený v západním křesťanství, který dává najevo, že dotyčná osoba je ve stavu manželském. Nastávající manželé si navzájem navlékají tento prsten během svatebního obřadu. Symbol přetrvává se stejným významem i v sekularizované části západní společnosti. Zvyk funguje i v řadě východních katolických církvích a pravoslavných krajích, ovšem výměna prstenů zde obvykle není součástí svatebního obřadu. Své snubní prsteny používají i jiná náboženství. Prsten čistoty – prsten, kteří nosí mladí křesťané, aby deklarovali svoji křesťanskou víru a odhodlání setrvat v souladu s křesťanským učením až do svatby v celibátu. Prsten čistoty začal být nošen americkými evangelikály v polovině 90. let 20. století, od té doby se postupně šíří do většiny proudů křesťanství.[zdroj?]
- Křesťanská vlajka – má symbolizovat celé křesťanstvo, ovšem používaná je téměř výlučně protestanty v Americe a Africe.

## Fauna
- Beránek (ovce) – symbol nevinnosti a čistoty. V kombinaci s pastýřem znázorňuje věřícího člověka, samotný beránek je také symbolem Ježíše Krista jako obětního beránka (beránek Boží – lat. Agnus Dei), kterého dal Bůh lidstvu.[2] Objevuje se již ve Starém zákoně v knize Exodus, kde byli přiváděni beránci k ranní a večerní oběti a jsou předobrazem beránka v Novém zákoně.[3]

- Holubice – znázorňuje obvykle Ducha svatého
- Ichthys – druhý obecně rozšířený symbol křesťanství je primitivní schéma ryby, v prvotní církvi byla symbolem nejrozšířenějším. Původ symbolu lze spatřovat v kombinaci dvou faktorů – jednak řada Kristových učedníků byla původem rybáři a Kristus svých dvanáct později označil za rybáře lidí, jednak řecké slovo Ichthys (ΙΧΘΥΣ, ryba) je zároveň zkratkovým slovem pro obrat Ježíš Kristus, Boží Syn, Spasitel (Ἰησοῦς Χριστός, Θεοῦ Υἱός, Σωτήρ)(Jézúz Christos Theú Hyios Sótér).
- Páv
- Pelikán: Traduje se, že pelikán si v případě nouze o potravu, kdy nemá, čím by nakrmil svá mláďata, svým zobákem rozklove vlastní hruď a pak mláďata krmí krůpějemi své vlastní krve[4]. To symbolizuje skutečnost, že Ježíš trpěl a zemřel za všechny hříšné a byl mu proboden bok, ze kterého vytekla krev a voda. Víno, která je součástí svaté večeře Páně (eucharistie), symbolizuje právě krev, kterou Ježíš prolil za hříšné křesťany (tj. symbolicky své děti). Proto je v ikonografii Ježíš někdy zobrazován jako pelikán, který si rozklobává zobákem svou hruď, a pod ním jeho dvě mláďata, která se krůpějemi této krve živí.[5]

## Flóra
- Jablko
- Olivová ratolest
- Vinná ratolest (hrozen)

## Alternativní
- Boží oko – též „Vševidoucí oko“, symbol lidského oka umístěného v trojúhelníku symbolizující Boží trojjedinost
- Nun – písmeno arabské abecedy užívané jako symbol blízkovýchodními křesťany
- Hamsa – neboli „Fátimina ruka“, ochranný symbol a amulet ve tvaru lidské ruky rozšířený zejména v oblastech Středního východu zřídka označovaný též jako „Mariina ruka“